# Irlandia na zimowych igrzyskach olimpijskich
Irlandia na zimowych igrzyskach olimpijskich – występy reprezentacji Irlandii na zimowych igrzyskach olimpijskich.
Irlandia startuje w zimowych edycjach od igrzysk w Albertville w 1992 roku. Do 2018 roku wystąpili we wszystkich kolejnych edycjach zimowych igrzysk olimpijskich poza igrzyskami w Lillehammer w 1994 roku. W debiucie olimpijskim w 1992 roku Irlandię reprezentowała czwórka bobsleistów. Wystąpili oni w konkurencji dwójek i zajęli 32. oraz 38. miejsce. Do igrzysk 2018 roku nigdy nie zdobyli medalu zimowych igrzysk olimpijskich. Najlepszym miejscem osiągniętym przez irlandzkich olimpijczyków było 4. miejsce osiągnięte przez Cliftona Wrottesleya w skeletonowym ślizgu mężczyzn podczas igrzysk w Salt Lake City w 2002 roku.
W siedmiu startach olimpijskich Irlandczycy zaprezentowali się w sześciu dyscyplinach sportowych – w biegach narciarskich, bobslejach, narciarstwie alpejskim, narciarstwie dowolnym, skeletonie i snowboardingu. Najliczniej reprezentowani byli w bobslejach (przez dziewięciu mężczyzn i dwie kobiety).
Najliczniejsza reprezentacja Irlandii wystąpiła na igrzyskach w Nagano w 1998 roku oraz cztery lata później w Salt Lake City, kiedy to liczyła po sześcioro sportowców.

## Występy na poszczególnych igrzyskach
| Igrzyska            | Rozmiar reprezentacji | Rozmiar reprezentacji | Rozmiar reprezentacji | Rozmiar reprezentacji | Zdobyte medale | Zdobyte medale | Zdobyte medale | Zdobyte medale | Źr.    |
| Igrzyska            | Mężczyźni             | Kobiety               | Razem                 | Dyscypliny            | Złote          | Srebrne        | Brązowe        | Razem          | Źr.    |
| ------------------- | --------------------- | --------------------- | --------------------- | --------------------- | -------------- | -------------- | -------------- | -------------- | ------ |
| Albertville 1992    | 4                     | –                     | 4                     | 1                     | –              | –              | –              | –              | [ 7 ]  |
| Nagano 1998         | 6                     | –                     | 6                     | 2                     | –              | –              | –              | –              | [ 8 ]  |
| Salt Lake City 2002 | 5                     | 1                     | 6                     | 4                     | –              | –              | –              | –              | [ 9 ]  |
| Turyn 2006          | 3                     | 1                     | 4                     | 3                     | –              | –              | –              | –              | [ 10 ] |
| Vancouver 2010      | 3                     | 3                     | 6                     | 4                     | –              | –              | –              | –              | [ 11 ] |
| Soczi 2014          | 4                     | 1                     | 5                     | 4                     | –              | –              | –              | –              | [ 12 ] |
| Pjongczang 2018     | 4                     | 1                     | 5                     | 4                     | –              | –              | –              | –              | [ 2 ]  |